# Список птахів Реюньйону
Це перелік видів птахів, зафіксованих на території Реюньйону. Авіфауна Реюньйону налічує загалом 96 видів, з яких 6 видів є ендемічними, 21 були інтродуковані людьми. 20 видів є рідкісними або випадковими. 1 вид був знищений на території Маврикію, ще 6 знаходяться під загрозою глобального знищення.

## Позначки
Наступні теги використані для виділення деяких категорій птахів.
- (А) Випадковий — вид, який рідко або випадково трапляється на Реюньойні
- (E) Ендемічий — вид, який є ендеміком Реюньойну
- (I) Інтродукований — вид, завезений до Реюньойну як наслідок, прямих чи непрямих людських дій
- (Ex) Локально вимерлий — вид, який більше не трапляється на Реюньойні, хоча його популяції існують в інших місцях
- (X) Вимерлий — вид, який мешкав на Реюньойні, однак повністю вимер.

## Буревісникоподібні(Procellariiformes)
Родина: Альбатросові (Diomedeidae)
- Альбатрос мандрівний, Diomedea exulans
- Альбатрос чорнобровий, Thalassarche melanophris (A)
- Альбатрос баунтійський, Thalassarche salvini (A)
- Альбатрос індоокеанський, Thalassarche carteri
- Альбатрос бурий, Phoebetria fusca (A)
- Альбатрос довгохвостий, Phoebetria palpebrata (A)

Родина: Буревісникові (Procellariidae)
- Буревісник гігантський, Macronectes giganteus
- Буревісник велетенський, Macronectes halli (A)
- Пінтадо, Daption capense
- Тайфунник маскаренський, Pterodroma aterrima
- Тайфунник реюньйонський, Pterodroma baraui
- Пріон широкодзьобий, Pachyptila vittata (A)
- Пріон тонкодзьобий, Pachyptila belcheri (A)
- Буревісник світлоногий, Ardenna carneipes
- Буревісник клинохвостий, Ardenna pacificus
- Буревісник реюньйонський, Puffinus bailloni

Родина: Океанникові (Oceanitidae)
- Океанник Вільсона, Oceanites oceanicus
- Фрегета білочерева, Fregetta grallaria (A)

## Фаетоноподібні(Phaethontiformes)
Родина: Фаетонові (Phaethontidae)
- Фаетон білохвостий, Phaethon lepturus

## Сулоподібні(Suliformes)
Родина: Сулові (Sulidae)
- Сула жовтодзьоба, Sula dactylatra
- Сула червононога, Sula sula

Родина: Фрегатові (Fregatidae)
- Фрегат тихоокеанський, Fregata minor (A)
- Фрегат-арієль,  Fregata ariel (A)

## Пеліканоподібні(Pelecaniformes)
Родина: Чаплеві (Ardeidae)
- Чепура мала, Egretta garzetta (A)
- Чапля єгипетська, Bubulcus ibis (A)
- Чапля синьодзьоба, Ardeola idae (A)
- Чапля мангрова, Butorides striata
- Квак реюньйонський, Nycticorax duboisi (X)

Родина: Ібісові (Threskiornithidae)
- Ібіс реюньйонський, Threskiornis solitarius (X)

## Фламінгоподібні(Phoenicopteriformes)
Родина: Фламінгові (Phoenicopteridae)
- Фламінго рожевий, Phoenicopterus roseus
- Фламінго малий, Phoenicopterus minor

## Гусеподібні(Anseriformes)
Родина: Качкові (Anatidae)
- Каргарка реюньйонська, Alopochen kervazoi (X)
- Свистач білоголовий, Dendrocygna viduata (A)
- Крижень мадагаскарський, Anas melleri (I)
- Чирянка велика, Spatula querquedula

## Яструбоподібні(Accipitriformes)
Родина: Яструбові (Accipitridae)
- Circus maillardi (E)
- Шуліка чорний, Milvus migrans (A)

## Соколоподібні(Falconiformes)
Родина: Соколові (Falconidae)
- Підсоколик Елеонори, Falco eleonorae
- Підсоколик сірий, Falco concolor (A)

## Куроподібні(Galliformes)
Родина: Фазанові (Phasianidae)
- Турач китайський, Francolinus pintadeanus
- Турач сірий, Ortygornis pondicerianus (I)
- Куріпка мадагаскарська, Margaroperdix madagarensis (I)
- Перепілка звичайна, Coturnix coturnix (I)
- Перепілка китайська, Synoicus chinensis (I)
- Перепілка чагарникова, Perdicula asiatica (I)
- Курка банківська, Gallus gallus (I)
- Фазан звичайний, Phasianus colchicus (I)

## Журавлеподібні(Gruiformes)
Родина: Пастушкові (Rallidae)
- Пастушок реюньйонський, Dryolimnas augusti (X)
- Курочка водяна, Gallinula chloropus
- Porphyrio caerulescens
- Султанка зеленоспинна, Porphyrio madagascariensis

## Сивкоподібні(Charadriiformes)
Родина: Крабоїдові (Dromadidae)
- Крабоїд, Dromas ardeola

Родина: Дерихвостові (Glareolidae)
- Дерихвіст забайкальський, Glareola maldivarum (A)
- Дерихвіст мадагаскарський, Glareola ocularis

Родина: Триперсткові (Turnicidae)
- Триперстка мадагаскарська, Turnix nigricollis (I)

Родина: Сивкові (Charadriidae)
- Сивка морська, Pluvialis squatarola
- Пісочник великий, Charadrius hiaticula
- Пісочник товстодзьобий, Charadrius leschenaultii

Родина: Баранцеві (Scolopacidae)
- Грицик малий, Limosa lapponica
- Кульон середній, Numenius phaeopus
- Кульон великий, Numenius arquata
- Коловодник великий, Tringa nebularia
- Мородунка, Xenus cinereus
- Набережник палеарктичний, Actitis hypoleucos
- Крем'яшник звичайний, Arenaria interpres
- Побережник білий, Calidris alba
- Побережник червоногрудий, Calidris ferruginea

Родина: Мартинові (Laridae)
- Крячок жовтодзьобий, Thalasseus bergii
- Крячок рожевий, Sterna dougallii (A)
- Крячок бурокрилий, Onychoprion anaethetus (A)
- Крячок строкатий, Onychoprion fuscatus
- Крячок білощокий, Chlidonias hybrida (A)
- Крячок білокрилий, Chlidonias leucopterus (A)
- Крячок тонкодзьобий, Anous tenuirostris (A)
- Крячок бурий, Anous stolidus
- Крячок білий, Gygis alba (A)

## Голубоподібні(Columbiformes)
Родина: Голубові (Columbidae)
- Горлиця мадагаскарська, Nesoenas picturatus (I)
- Geopelia striata (I)

## Папугоподібні(Psittaciformes)
Родина: Psittaculidae
- Папуга Крамера, Psittacula krameri (I)

## Совоподібні(Strigiformes)
Родина: Совові (Strigidae)
- Сплюшка реюньйонська, Otus grucheti (Х)
- Пугач блідий, Bubo lacteus

## Серпокрильцеподібні(Apodiformes)
Родина: Серпокрильцеві (Apodidae)
- Салангана маврикійська, Aerodramus francicus

## Сиворакшоподібні(Coraciiformes)
Родина: Сиворакшові (Coraciidae)
- Широкорот африканський, Eurystomus glaucurus (A)

## Горобцеподібні(Passeriformes)
Родина: Ластівкові (Hirundinidae)
- Мурівка світла, Phedina borbonica

Родина: Личинкоїдові (Campephagidae)
- Шикачик реюньйонський, Lalage newtoni (E)

Родина: Бюльбюлеві (Pycnonotidae)
- Бюльбюль червоногузий, Pycnonotus jocosus (I)
- Горована реюньйонська, Hypsipetes borbonicus (E)

Родина: Мухоловкові (Muscicapidae)
- Трав'янка реюньйонська, Saxicola tectes (E)

Родина: Монархові (Monarchidae)
- Монарх-довгохвіст маскаренський, Terpsiphone bourbonnensis

Родина: Окулярникові (Zosteropidae)
- Окулярник білогузий, Zosterops borbonicus (E)
- Окулярник реюньйонський, Zosterops olivaceus (E)

Родина: Шпакові (Sturnidae)
- Майна індійська, Acridotheres tristis (I)

Родина: Leiothrichidae
- Мезія жовтогорла, Leiothrix lutea (I)

Родина: Плискові (Motacillidae)
- Плиска біла, Motacilla alba (A)

Родина: Ткачикові (Ploceidae)
- Ткачик великий, Ploceus cucullatus (I)
- Фуді червоний, Foudia madagascariensis (I)
- Квелія червонодзьоба, Quelea quelea (I)

Родина: Астрильдові (Estrildidae)
- Астрильд смугастий, Estrilda astrild (I)
- Бенгалик червоний, Amandava amandava (I)
- Мунія іржаста, Lonchura punctulata (I)

Родина: В'юркові (Fringillidae)
- Serinus canicollis (I)
- Щедрик жовтолобий, Crithagra mozambica (I)

Родина: Горобцеві (Passeridae)
- Горобець хатній, Passer domesticus (I)